# Verenigd Koninkrijk op het Junior Eurovisiesongfestival 2005
Het Verenigd Koninkrijk nam deel aan het Junior Eurovisiesongfestival 2005 in Hasselt, België. Het was de 3de deelname van het land op het Junior Eurovisiesongfestival. De selectie verliep via een nationale finale. ITV was verantwoordelijk voor de Britse bijdrage voor de editie van 2005. De zangeres  Joni Fuller kwam in Hasselt niet verder dan de 14e plaats met het liedje How does it feel?.

## Selectieprocedure
De Britse nationale finale vond plaats op 4 september 2005 in de Granada Studios in Manchester. De show werd gepresenteerd door Michael Underwood en Nikki Sanderson. Er namen acht deelnemers deel aan de finale, en het publiek kon via televoting de winnaar aanduiden. Joni Fuller bleek de populairste artiest te zijn. Zij mocht aldus met How does it feel? het Verenigd Koninkrijk vertegenwoordigen op het Junior Eurovisiesongfestival in het Belgische Hasselt.

## Nationale finale
| Plaats | Artiest          | Lied              | Punten |
| ------ | ---------------- | ----------------- | ------ |
| 1      | Joni Fuller      | How does it feel? | 43     |
| 2      | Ben Smith        | Lovely            | 41     |
| 3      | Sarah Robertson  | In my life        | 36     |
| 4      | Craig Lees       | Clear the air     | 35     |
| 5      | Jessica Stretton | About you         | 26     |
| 6      | Vicky Gordon     | Groovy chick      | 23     |
| 7      | Lizzi M          | Devil in a hood   | 17     |
| 8      | Jack Garratt     | The girl          | 13     |

## In Hasselt
Het Verenigd Koninkrijk trad als vijfde van zestien landen op tijdens de grote finale van het Junior Eurovisiesongfestival 2005 in Hasselt, net na Roemenië en voor Zweden. Aan het eind van de avond stond het Verenigd Koninkrijk op de veertiende plaats, met 28 punten. De vijf punten uit Malta bleken het hoogst haalbare. Na deze slechte prestatie trok het Verenigd Koninkrijk zich definitief terug uit het Junior Eurovisiesongfestival.